# Назаренко, Николай Николаевич
Николай Николаевич Назаренко (20 мая 1922 — 25 января 1945) — разведчик-наблюдатель 32-го артиллерийского Кишинёвского полка (31-я стрелковая Сталинградская орденов Богдана Хмельницкого и Суворова дивизия, 52-я армия, 1-й Украинский фронт), красноармеец. Герой Советского Союза.

## Биография
Родился 20 мая 1922 года в селе Великоцк ныне Меловского района Луганской области. Работал трактористом и шофёром в совхозе. Призван в армию в июне 1941 года. Воевал на Южном, Закавказском, Юго-Западном, 3-м, 2-м и 1-м Украинских фронтах.
Участвовал в Уманско-Ботошанской наступательной операции и освобождении Умани, в Ясско-Кишинёвской стратегической операции и освобождении Кишинёва, в Сандомирско-Силезской наступательной операции.
Отличился при форсировании Одера и в боях на захваченном плацдарме. Погиб в бою. 10 апреля 1945 год за мужество и героизм, проявленные при форсировании реки Одер и в боях на захваченном плацдарме, красноармейцу Назаренко Николаю Николаевичу присвоено звание Героя Советского Союза посмертно.